# Distorsión (óptica)

La posición de la apertura provoca una distorsión en almohada (superior), distorsión en barril (centro), sin distorsión (inferior).

En óptica geométrica, la distorsión es una desviación de la proyección rectilínea; una proyección en la que las líneas rectas de una escena quedan rectas en una imagen. Es una forma de aberración óptica, es decir una aberración geométrica de los sistemas ópticos que conduce a un cambio local en la escala de imagen en la ecuación de la lente. El cambio de escala se basa en un cambio de ampliación a medida que aumenta la distancia entre el punto de la imagen y el eje óptico.

## Distorsión radial

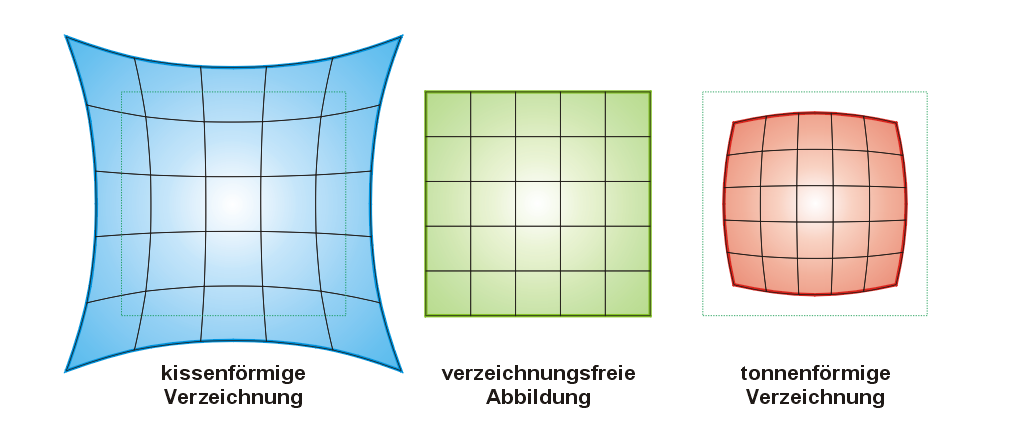
En lentes con distorsión, no se muestra un rectángulo a escala.

Es simétrica rotacionalmente en torno a un punto, que es el punto de simetría de la distorsión, que también se llama centro de distorsión. La causa de la distorsión es la apertura o los diámetros de la lente limitante que reducen el haz de la imagen delante o detrás del plano principal de un sistema óptico con aberración esférica. Esto significa que las partes del haz de rayos disponibles para construir el camino del haz están en blanco. En comparación con un sistema óptico sin apertura, esto cambia la dirección del rayo principal y provoca distorsión.
A medida que la ampliación aumenta hacia los bordes del campo de imagen, un cuadrado toma la forma de una almohada. En caso contrario se habla de distorsión de barril. También se pueden producir distorsiones de orden superior y la superposición de órdenes diferentes puede dar lugar a una imagen ondulada de líneas rectas (distorsión ondulada).

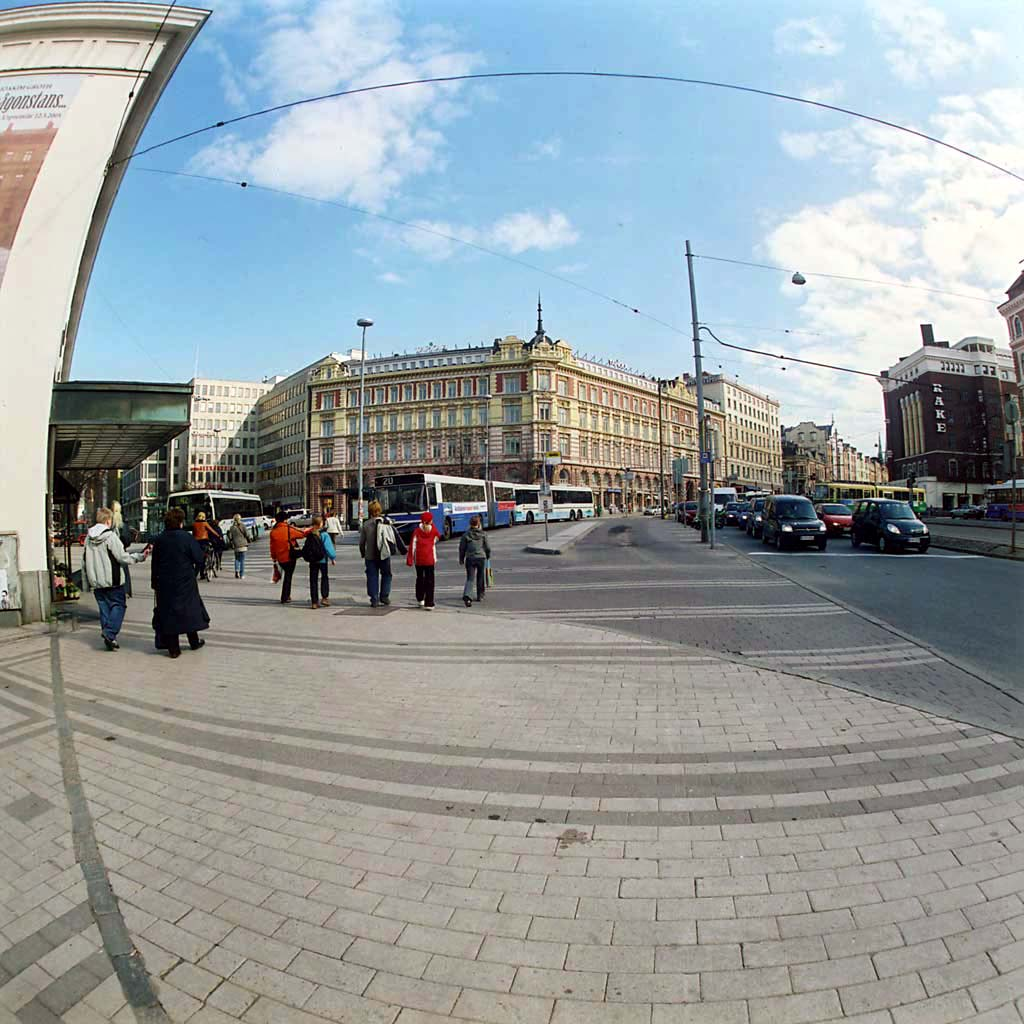
Fotografiado a través de un lento ojo de pez con una gran distorsión de barril

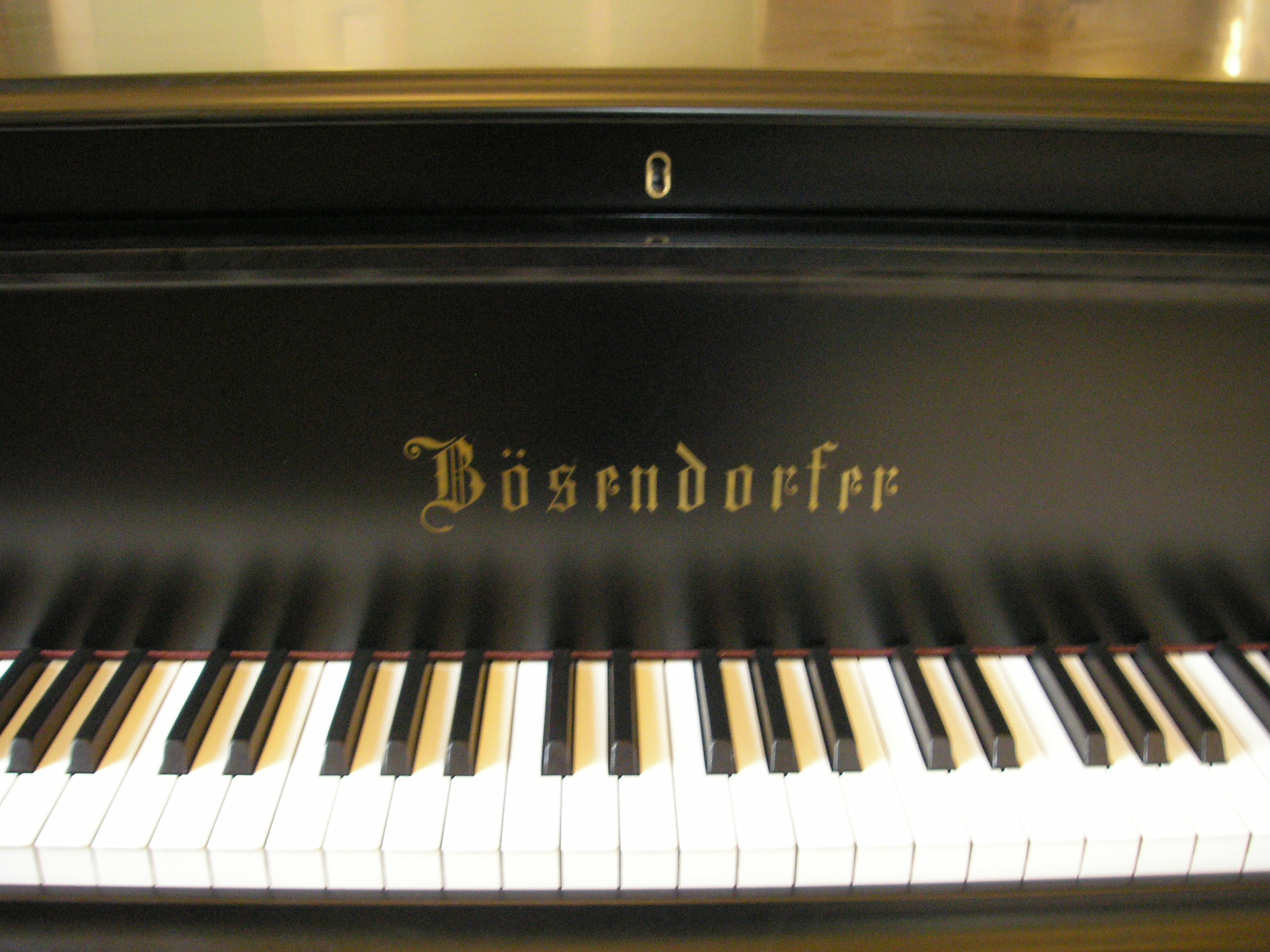
Imagen con una distorsión de barril claramente reconocible

Con los dispositivos ópticos de uso diario, la distorsión a menudo no es una desventaja notable y, por tanto, se acepta si es necesario. Las gafas para miopes tienen una fuerte distorsión en barril hacia la orilla.
En dispositivos con múltiples lentes, como telescopios, la distorsión puede mantenerse baja aplicando una corrección óptica, que se consigue con:
- Uso de lentes de diferente radio de curvatura y diferente grosor
- Tipo de vidrio (Vidrio crown, Vidrio flint) con distinto índice de refracción para las lentes individuales.

Estas ópticas libres de distorsión se llaman sistemas de lentes ortoscópicas. En el caso de la óptica utilizada visualmente, sin embargo, la distorsión de almohada a menudo se implementa intencionadamente para eliminar el efecto globo inquietante.
Si se utilizan imágenes fotográficas para medidas precisas, se pueden utilizar sistemas de lentes adecuadamente corregidos, como lentes telecéntricas. Además, la distorsión restante puede determinarse mediante la medida y compensarla mediante un cálculo al evaluar la imagen.
La distorsión de la lente no debe confundirse con la distorsión de la perspectiva. La distorsión de la perspectiva proviene de ver una escena en un ángulo, perdiendo relaciones de aspecto (ángulos) en el proceso. Así, un cuadrado plano visto oblicuamente desde cualquier perspectiva central se distorsionará en un cuadrilátero general.

## Compensación
Se han desarrollado métodos especialmente para la medida de imágenes en fotogrametría para moldear y calcular la distorsión de un objetivo (calibración de la cámara).
Invirtiendo estos modelos, puede compensarse la distorsión real de una imagen y calcular una imagen sin distorsión. Con la distorsión de barril, la imagen corregida se hace mayor y con la distorsión de almohada, se reduce si la escalera de la imagen se mantiene inalterada en el centro de la imagen. Algunos softwares conserva la relación de aspecto original durante la corrección de la distorsión de barril y recorta información útil de la imagen en los bordes, aunque sería posible una imagen mayor, sin distorsión y rectangular.

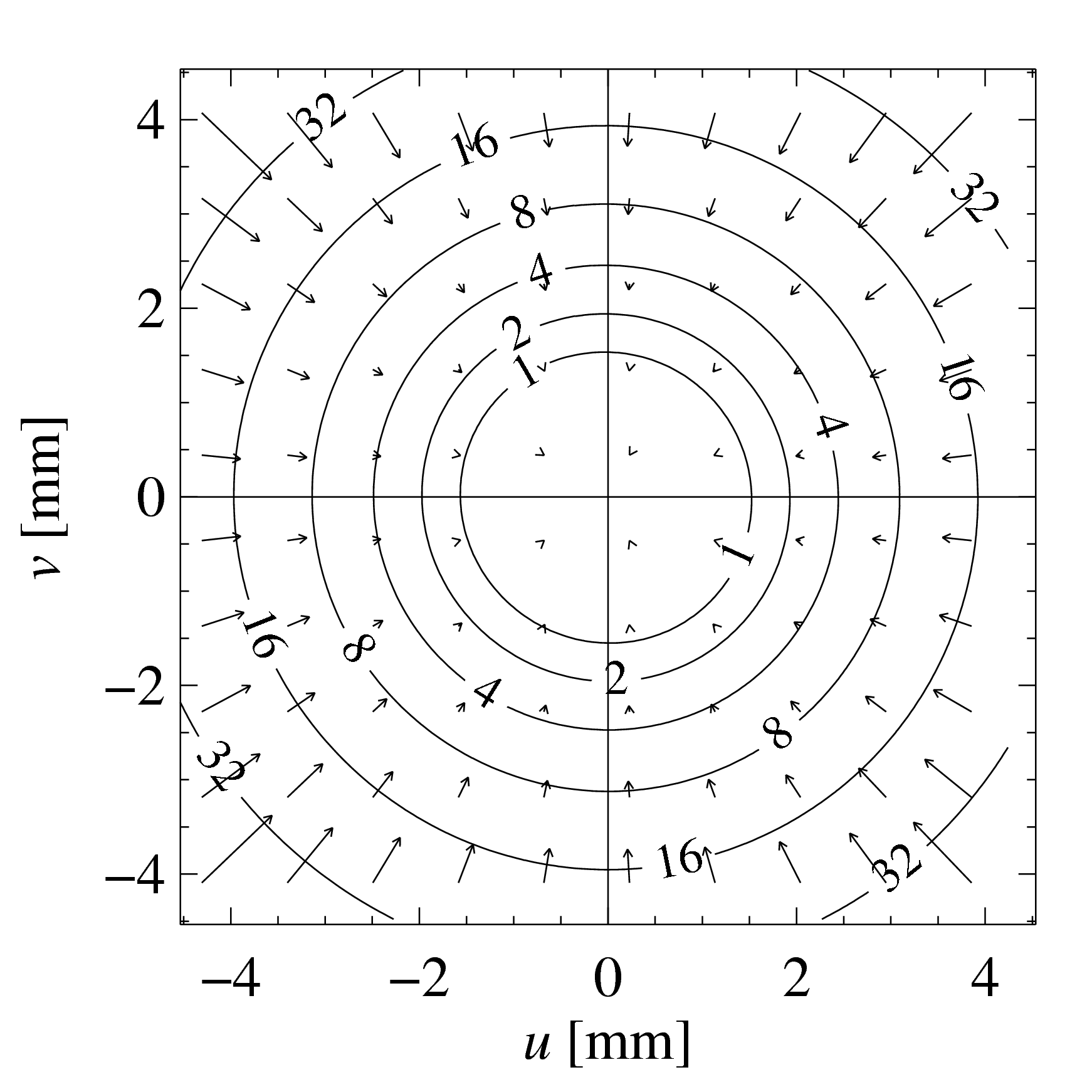
Distorsión de una lente de 20 mm.

La imagen de la derecha muestra la distorsión de una lente con una distancia focal de 20 milímetros cuando se enfoca a una distancia de objeto de un metro. Los números de las isolíneas indican la cantidad de compensación en micras. La longitud de las flechas corresponde a quince veces la duración del cambio. Las coordenadas {\displaystyle u} y {\displaystyle v} son las coordenadas de la imagen relacionadas con el centro de la imagen.
Un sistema de cámara digital, como el Micro Cuatro Tercios, puede transmitir propiedades individuales de las lentes, tales como los datos característicos de la distorsión, en el cuerpo de la cámara, lo que permite la compensación digital automática de esta aberración geométrica a la cámara o en la imagen posterior. procesamiento.

### Procedimiento matemático
En el siguiente texto, el radio designa la distancia de un punto de imagen (al sensor) desde el eje óptico.
Para una lente perfecta, el radio se mantiene sin cambios y se aplica lo siguiente: {\displaystyle r_{src}=r_{dst}}.
Una descripción común para la distorsión radialmente simétrica es el polinomio {\displaystyle r_{src}=(a\,r_{dst}^{3}+b\,r_{dst}^{2}+c\,r_{dst}+d)\,r_{dst}} o equivalente {\displaystyle r_{src}=a\,r_{dst}^{4}+b\,r_{dst}^{3}+c\,r_{dst}^{2}+d\,r_{dst}}.
Con lentes de ojo de pez, el ángulo de incidencia {\displaystyle \phi } sería superior a 180° y el radio sería infinitamente grande: {\displaystyle r(180\mathrm {^{\circ }} )=\infty }.
Por tanto, aquí el ángulo se representa directamente como una función cúbica : {\displaystyle \phi =a_{1}r+a_{2}r^{2}+a_{3}r^{3}}.

## Corrección por ordenador

### Manual
Existen numerosos programas que permiten un post-procesamiento manual de las fotografías para compensar las líneas convergentes o compensar la perspectiva de fotos con distorsión de este tipo. Entre los programas que permiten el ajuste manual de los parámetros de distorsión se encuentran:
- Photoshop CS2 y Photoshop Elements (a partir de la versión 5) incluyen un filtro manual de corrección de la lente para una distorsión sencilla (en almohada/cañón)
- Corel Paint Shop Pro Photo incluye un efecto manual de distorsión de la lente para una distorsión sencilla (en cañón, en ojo de pescado, esférica y almohada).
- GIMP incluye la corrección manual de la distorsión de la lente (a partir de la versión 2.4).
- PhotoPerfect tiene funciones interactivas para el ajuste general de la almohada y para flecos (ajuste del tamaño de las partes de la imagen roja, verde y azul).
- Hugin se puede utilizar para corregir la distorsión, aunque ésta no es su aplicación principal.[3]
- ImageMagick puede corregir varias distorsiones; por ejemplo, la distorsión de ojos de pez de la popular cámara GoPro Hero3+ Silver se puede corregir con el comando: convert distorted_image.jpg -distort barrel "0.06335 -0.18432 -0.13009" corrected_image.jpg..[4]

Aparte de estos sistemas que corrigen las imágenes, algunos también ajustan los parámetros de distorsión de los vídeos:
- FFMPEG utilizando el filtro de vídeo "corrección de lentes".[5]
- Blender utilizando el editor de nodos para insertar un nodo "Distorsión/Distorsión de la lente" entre los nodos de entrada y salida.

## Ejemplos de aplicación
En fotografía, la distorsión se utiliza a menudo deliberadamente como herramienta artística. El efecto de la distorsión es intencionado, especialmente con las lentes de ojo de pez.
Cuando se trata de televisión, a menudo no es deseable que los espectadores puedan ver la extensión espacial real de un estudio. Por tanto, muchos estudios, p. B. en la ZDF de Mainz - construida con muros de arco o incluso circulares. Entonces se utilizan principalmente las lentes gran angular. Su distorsión no molesta: se percibe de forma más bien inconsciente. En la parte superior de las paredes, para los espectadores, el único "marcador" para el tamaño de la habitación, la distorsión de la lente no puede distinguirse de la curvatura "real"; la pared parece "interminable".
En el cine y el vídeo, las distorsiones anamórficas en formato de pantalla ancha se producen deliberadamente con sistemas especiales de cámaras y lentes. Originalmente, se utilizaron procesos anamórficos para habilitar un formato de pantalla panorámica en el cine sin cambios en el material habitual de película de 35 mm en el formato de película estándar. La imagen de pantalla panorámica se apretó mediante una distorsión dirigida durante la filmación y se igualó de nuevo mediante la disposición opuesta de la lente durante la reproducción en el cine. Esto inició la era del cine de pantalla ancha, sin la sustitución completa de la cámara y la tecnología de proyección existentes.
Pero no sólo la relación de aspecto fue influida por la tecnología anamórfica: se creó un toque cinematográfico que se considera tecnología de última generación hasta ahora. Muchos efectos cinematográficos se basan en lentes anamórficas y crean el "aspecto cinematográfico": profundidad de campo reducida para una mejor separación del primer plano y el fondo, efectos de luz de forma ovalada (bokeh), pantalla ancha distorsionada, reflejos de luz ovalados en colores del arco iris. , deslumbramiento en forma de tira, floración y distorsión intencionada utilizada como herramientas artísticas.